# 물개역
물개역(物開驛)은 조선민주주의인민공화국 황해북도 평산군 청학로동자구에 있는 평부선의 철도역이다.